# القطيشة (أرحب)

تعديل مصدري - تعديل

القطيشة هي إحدى قرى عزلة المنصور بمديرية أرحب التابعة لمحافظة صنعاء، بلغ تعداد سكانها 344 نسمة حسب تعداد اليمن لعام 2004.